# Баба-де-камейлу
Баба-де-камейлу (порт. Baba de camelo, «верблюжьи слюни») — португальский десертный мусс, изготавливаемый из сгущенного молока и яиц с топпингом из миндаля или печенья.
По легенде в начале XX века к одной женщине, внезапно пришли гости, поэтому ей пришлось сделать десерт из того, что было в доме. В результате у неё получился такой мусс, а название она выбрала, просто чтобы привлечь внимание гостей или сделать так, чтобы они захотели пробовать угощение.